# CD83
CD83 (Grupo de Diferenciação 83) é uma proteína humana codificada pelo gene CD83.